# Dušan Kuba
Dušan Kuba (* 13. dubna 1955) je bývalý český fotbalista, útočník.

## Fotbalová kariéra
V československé lize hrál za Dynamo České Budějovice. V československé lize nastoupil ve 28 utkáních a dal 4 góly. Člen jedenáctky století SK Dynamo České Budějovice.

## Ligová bilance
| Ročník                                   | Zápasy | Góly | Klub                    |
| ---------------------------------------- | ------ | ---- | ----------------------- |
| Česká národní fotbalová liga 1981/82     | 25     | 7    | Dynamo České Budějovice |
| Česká národní fotbalová liga 1982/83     | 29     | 8    | Dynamo České Budějovice |
| Česká národní fotbalová liga 1983/84     | 28     | 8    | Dynamo České Budějovice |
| Česká národní fotbalová liga 1984/85     | 29     | 12   | Dynamo České Budějovice |
| 1. československá fotbalová liga 1985/86 | 12     | 3    | Dynamo České Budějovice |
| 1. československá fotbalová liga 1986/87 | 16     | 1    | Dynamo České Budějovice |
| Česká národní fotbalová liga 1987/88     | 4      | 1    | Dynamo České Budějovice |
| CELKEM                                   | 28     | 4    |                         |